# San Pedro (Texas)
San Pedro è un census-designated place degli Stati Uniti d'America, situato nella contea di Cameron dello Stato del Texas. Fa parte dell'area metropolitana di Brownsville–Harlingen.

## Geografia fisica
San Pedro è situata a 25°58′46″N 97°35′56″W (25.979523, -97.598789).
Secondo lo United States Census Bureau, ha un'area totale di 2,5 miglia quadrate (6,5 km²).

## Società

### Evoluzione demografica
Secondo il censimento del 2000, c'erano 668 persone, 179 nuclei familiari, e 148 famiglie residenti nella città. La densità di popolazione era di 269,9 persone per miglio quadrato (104,0/km²). C'erano 191 unità abitative a una densità media di 77,2 per miglio quadrato (29,7/km²). La composizione etnica della città era formata dal 59,58% di bianchi, lo 0,15% di afroamericani, il 40,27% di altre razze. Ispanici o latinos di qualunque razza erano il 96,56% della popolazione.
C'erano 179 nuclei familiari di cui il 41,3% avevano figli di età inferiore ai 18 anni, il 66,5% erano coppie sposate conviventi, il 10,6% aveva un capofamiglia femmina senza marito, e il 16,8% erano non-famiglie. Il 12,8% di tutti i nuclei familiari erano individuali e il 7,8% aveva componenti con un'età di 65 anni o più che vivevano da soli. Il numero di componenti medio di un nucleo familiare era di 3,73 e quello di una famiglia era di 4,09.
La popolazione era composta dal 33,2% di persone sotto i 18 anni, il 7,9% di persone dai 18 ai 24 anni, il 28,1% di persone dai 25 ai 44 anni, il 21,6% di persone dai 45 ai 64 anni, e il 9,1% di persone di 65 anni o più. L'età media era di 30 anni. Per ogni 100 femmine c'erano 93,1 maschi. Per ogni 100 femmine dai 18 anni in giù, c'erano 82,8 maschi.
Il reddito medio di un nucleo familiare era di 29.531 dollari, e quello di una famiglia era di 35.192 dollari. I maschi avevano un reddito medio pro capite di 16.711 dollari contro i 12.188 dollari delle femmine. Il reddito medio pro capite era di 7.287 dollari. Circa il 27,3% delle famiglie e il 27,9% della popolazione erano sotto la soglia di povertà, incluso il 25,6% di persone sotto i 18 anni e il 29,0% di persone di 65 anni o più.